# Cassini (aviso)
Pour les articles homonymes, voir Cassini.
Le Cassini est un navire de guerre, aviso-torpilleur d'escadre de la Marine nationale française. Il est en service de 1895 à 1917. Il est converti en mouilleur de mines en 1912. Il est baptisé du nom de Cassini d'après le géographe Jean-Dominique Cassini. Il participe à la Première Guerre mondiale, et est victime d'une mine marine en 1917.

## Conception
Le Cassini est construit aux Forges et chantiers de la Méditerranée, à Graville, à partir de janvier 1893. Il est lancé en juin 1894 et entre en service en janvier 1895. Il est propulsé par deux machines à vapeur et huit chaudières Normand produisant une puissance de 5 200 chevaux et actionnant deux hélices. Il est armé d'un canon de 100 mm, de trois canons de 65 mm, de quatre de 47 mm et de trois tubes lance-torpilles. Le Cassini et ses sister-ships D'Iberville et Casabianca forment la classe D'Iberville.

## Histoire

### 1895-1913

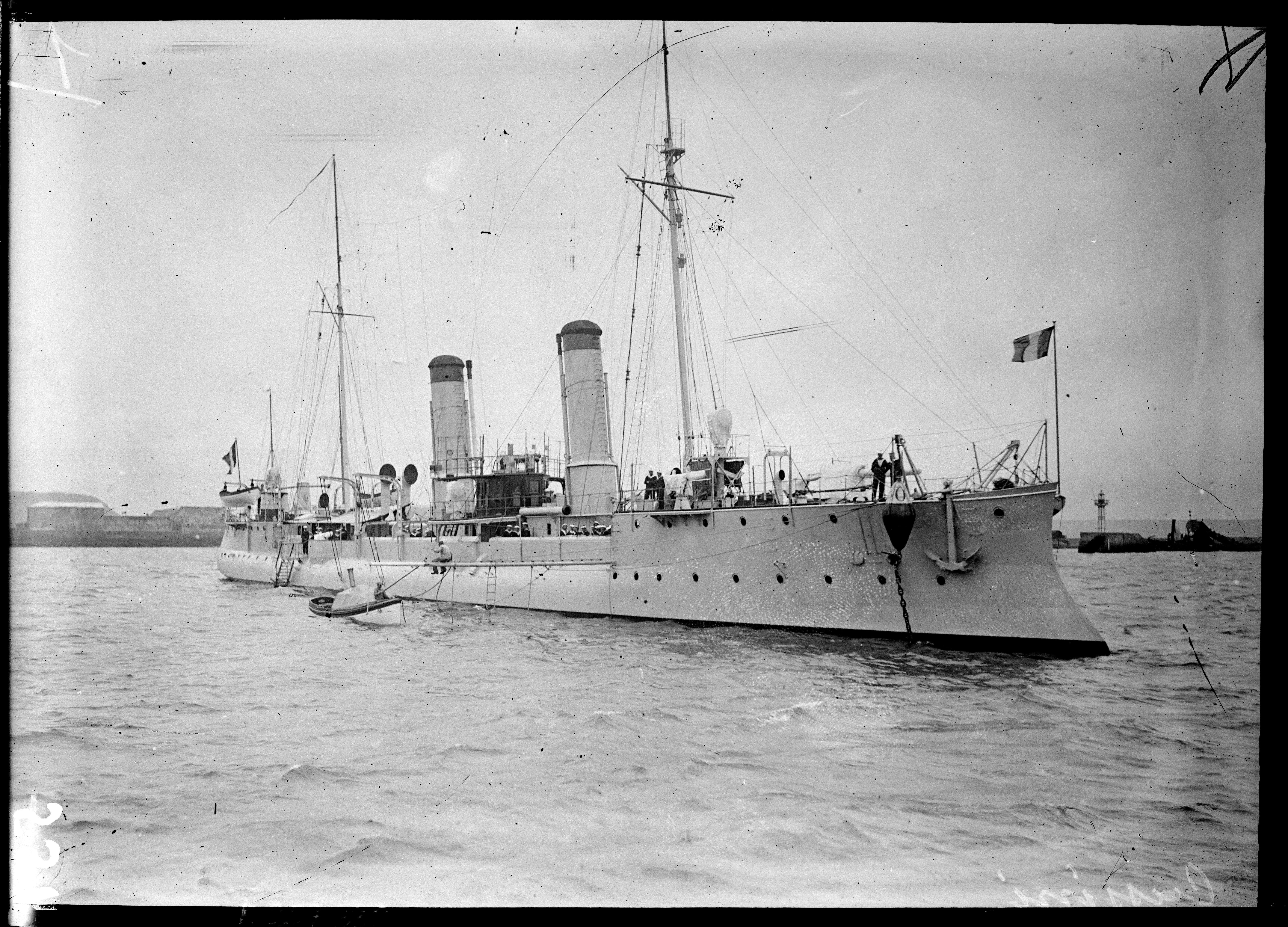
Le Cassini à Brest en 1905.

Dès son entrée en service, en 1900, il est rattaché à Cherbourg. Il intègre l'Escadre du Nord de janvier 1898 à décembre 1902. Fin septembre 1901, d'autres vaisseaux et le Cassini,  qui porte la marque du Président de la république, sont à Dunkerque où se trouvent les monarques russes en visite officielle. Le président Émile Loubet et quelques membres du gouvernement rejoignent le Tsar Nicolas II et la Tsarine Alexandra Fiodorovna de Russie, restés à bord du yacht Standart. Après une période de réserve, il porte assistance à la mi-février 1904 à la ville d'Ålesund, en Norvège, victime d'un terrible incendie. En août 1908, il reçoit à son bord le ministre de la marine Gaston Thomson, à l'occasion de la Grande Semaine Maritime de Nantes. Cette même année, il patrouille le long des côtes du Maroc. En 1912, il est converti en mouilleur de mines, il transporte 97 de ces armes.

### Première Guerre mondiale
Il est affecté au Service des patrouilles de la Méditerranée. Le 28 février 1917, avec 141 hommes à bord, alors qu'il mouille des mines dans le Détroit de Bonifacio, il saute sur une mine du sous-marin allemand UC-35. Il sombre par 41° 19′ 47″ N, 9° 19′ 17″ E, entraînant avec lui son capitaine et 106 membres d'équipage.

## Postérité
Une plaque mémorielle dédiée aux victimes du Cassini, et à celles du cuirassé Danton (un Pré-Dreadnought coulé dans les mêmes parages en 1917) est visible à Bonifacio.